# Kenhub
Kenhub est une société commerciale de formation en ligne, destinée aux étudiants, aux professionnels et aux institutions du domaine des sciences biomédicales. 
La société gère une plateforme de formation à distance pour l’apprentissage de l’anatomie, de l’histologie et de la radiologie. 
Kenhub a été fondée en 2012 à Berlin, en Allemagne, et son siège social est actuellement à Leipzig. Kenhub propose des contenus en anglais, allemand et portugais. 

## Histoire
Kenhub a été fondée en 2012 à Berlin, en Allemagne, et a reçu le financement public du fonds Exist Gründerstipendium. La plateforme proposait initialement des quiz et des articles sur l’anatomie humaine, en anglais et en allemand. En 2013, la société a élargi son contenu et a inclus des leçons vidéo et des illustrations éducatives. 
En 2016, Kenhub a ajouté une section d’histologie et, en 2017, une section de radiologie. En 2018, Kenhub a lancé un site en portugais. 

## Société
Kenhub est une organisation à but lucratif. Le directeur exécutif de la société est Niels Hapke. Les cofondateurs sont Johannes Köhler, Yoav Aner et Christopher Becker. La société compte plus de 10 employés permanents et plusieurs freelances du monde entier. Kenhub a plusieurs plateformes, telles que GetBodySmart et Daily Anatomy. 
Kenhub collabore avec les communautés scientifiques de plusieurs facultés, notamment la Freie Universität Berlin (Université libre de Berlin), Democritus University of Thrace (Université Democraticus de Thrace), University of Colorado (Université du Colorado), Hochschule Fresenius – University of Applied Sciences (Université des sciences appliquées - Hochschule Fresenius). 

## Contenu
Kenhub propose des contenus destinés aux étudiants et aux professionnels du milieu médical. Le site officiel propose une inscription gratuite avec un accès limité au contenu du site (compte basique). Les utilisateurs ont également la possibilité de s’abonner au site et d’obtenir un accès illimité à l’ensemble du contenu (compte Premium). 
Le contenu est axé sur des disciplines précliniques telles que l’anatomie, l’histologie et la radiologie. Le contenu est disponible en format de textes, vidéos, et des tests-quiz en anglais, portugais et allemand. La terminologie anatomique est également disponible en latin,. 